# Lancia Lybra
Lancia Lybra je automobil talijanskog marke Lancia i proizvodio se od 1999. – 2005. godine.

## Motori
- 1.6 L, 76 kW (103 KS)
- 1.8 L, 96 kW (130 KS)
- 2.0 L, 110 kW (150 KS)
- 2.0 L, 113 kW (154 KS)
- 1.9 L turbo dizel, 77 kW (105 KS)
- 1.9 L turbo dizel, 81 kW (110 KS)
- 1.9 L turbo dizel, 85 kW (115 KS)
- 2.4 L turbo dizel, 100 kW (136 KS)
- 2.4 L turbo dizel, 103 kW (140 KS)
- 2.4 L turbo dizel, 110 kW (150 KS)